# Собачий острів
Острів Собачий (або Оболонський острів) являє собою піщаний алювіальний острів поблизу західного узбережжя острова Муромець, навпроти Оболоні в межах Деснянського району. Його площа 17,43 га, географічні координати острова 50.504187, 30.530198. Зі сходу до острова прилягає невеликий острів Шарлеманя (площею 0,12 га).
На захід від острову розташований більший Оболонський острів з парком.

## Формування
Порівняння мап 1914 та 1960 р. доводить, що с-подібний острів наявний на мапі 1960 р. походить з матеріалу розмивання та перевідкладання нижче по течії матеріалу коси сучасної затоки Собаче Гирло і острова Зелений (острівця, який існував нижче коси Собаче Гирло) та найбільш західного вигину острова Муромець. Результуючим островом став сучасний острів. В тому, що сучасний острів принаймні частково являє собою результат розмивання Дніпром західного узбережжя острова Муромець переконує також сучасна конфігурація його західного узбережжя, яка відповідає конфігурації західного узбережжя острова Муромець на деяких мапах поч. ХХ ст. Надзвичайно цікавим є зображення західної кривизни острова Муромець на мапі Дніпра у Києва 1910 р., де фактично показано зародок сучасного острова.

## Природна цінність
Острів являє собою порівняно високий піщаний острів вкритий з заходу розрідженим рідколіссям з тополі чорної (Populus nigra), а зі сходу в більш низинній частині заплавним лісом з верби білої (Salix alba). Подібну рослинність має і розташований на схід острів Шарлеманя. В підвищеній частині, яка обривається кліфом поширені також елементи псамофільних угруповань.
Охорони вимагають практично непорушені угруповання псамофітних лук, зокрема на верхівці дніпровського кліфу, а також фрагменти лісової та водно-болотяної заплавної рослинності. Лісові угруповання складені такими видами як верба попеляста (Salix сinerea), в’яз гладкий (Ulmus laevis), сосна звичайна (Pinus sylvestris), робінія звичайна (Robinia pseudoacacia),  обліпиха (Hippophae rhamnoides) та свидина криваво-червона (Swida sanguinea). Трапляються зарості хмелю (Humulus lupulus).
Найбільшу цінність становлять значні площі псамофітної рослинності. Тут зростають костриця Бекера (Festuca beckeri), куничник наземний (Calamagrostis epigejos), миколайчики плоскі (Eryngium planum), хвилівник звичайний (Aristolochia clematitis), полин дніпровський (Artemisia campestris), пижмо звичайне (Tanacetum vulgare), жовтушник сірий (Erysimum canescens), гвоздика Борбаша (Dianthus borbasii), смілка татарська (Silene tatarica), молочай лозний (Euphorbia esula subsp. tommasiniana), енотера дворічна (Oenothera biennis), мітлиця виноградникова (Agrostis vinealis), щавель кислий (Rumex thyrsiflorus), льонок звичайний (Linaria vulgaris), вероніка довголиста (Veronica longifolia) та щавель горобиний (Rumex acetosella), холодок лікарський (Asparagus officinalis). Кінцевою стадією розвитку цих угруповань є зарості верби гостролистої (Salix acutifolia).
Біотопи псамофітних лук охороняються згідно Оселищної директиві ЄС. Зокрема, охороняються піонерна псамофітна рослинність: угруповання костриці-келерії — код 6120, остепнені луки — код 6210. Псамофітні угруповання також охороняються Додатком 1 до Резолюції №4 Бернської конвенції: євро-сибірські піонерні угруповання на карбонатних пісках — Е1.12 (відповідник біотопу 6120 Директиви ЄС), не зімкнені не середземноморські сухі кислі та нейтральні трав’яні угруповання, у тому числі континентальні трав’яні угруповання на дюнах — Е1.9, псамофітні піонерні комплекси (відповідник біотопу 2330 Директиви ЄС).
Угруповання верби білої розвивається в наближених до природних умовах та навесні затоплюється повеневими водами. Угруповання цієї верби охороняється Додатком 1 до Резолюції №4 Бернської конвенції (Прирічкові вербові ліси – G1.11), а також Оселищною директивою Євросоюзу: Заплавні вербові ліси (Salicetum albae) разом з прирічковими заростями верб Salicetum triandro-viminalis, код угруповання 91E0-1.
В прибережній зоні острова добре розвиненою є гідрофільна рослинність за участі рогозу вузьколистого (Typha angustifolia) та широколистого (Typha latifolia), ситника тонкого (Juncus tenuis) та берули прямої (Berula erecta).
Природна ізоляція об’єкту сприяє спокою його фауни, представленої усіма головними групами тварин заплави. Тут, зокрема, виявлено богомола (Mantis religiosa) та бабку красуню блискучу кримську (Calopteryx splendens taurica).

## Загрози
Неконтрольована рекреація, проведення масових заходів, забір піску для гідронамиву та виробництва цементу. На жаль, сусідство з густонаселеними районами міста дається острову взнаки, тут створено стаціонарні стоянки, а вздовж східного узбережжя південної верхівки острова навіть ціле плавуче містечко.

## Охорона
Острів увійшов під номером 24 до зони регульованої рекреації регіонального ландшафтного парку "Дніпровські острови". Пропонується на цьому острові та прилеглому до нього зі сходу невеличкому острові Шарлеманя створити комплексну пам’ятку природи місцевого значення «Острів Оболонський». В перспективі ці острови мають увійти до заповідної зони проектованого Національного природного парку "Дніпровські острови"